# Philautus worcesteri
Espèce
Synonymes
- Cornufer worcesteri Stejneger, 1905
- Rhacophorus emembranatus Inger, 1954

Statut de conservation UICN

 LC  : Préoccupation mineure
Philautus worcesteri est une espèce d'amphibiens de la famille des Rhacophoridae.

## Répartition
Cette espèce est endémique des montagnes de Mindanao aux Philippines,.

## Étymologie
Cette espèce est nommée en l'honneur de Dean Conant Worcester.

## Publication originale
- Stejneger, 1905 : Three new Frogs and one new Gecko from the Philippine Islands. Proceedings of the United States National Museum, vol. 28, p. 343-348 (texte intégral).